# Niederbronn-les-Bains
Niederbronn-les-Bains (in tedesco Bad Niederbronn) è un comune francese di 4 460 abitanti situato nel dipartimento del Basso Reno nella regione del Grand Est.
È patria di Élisabeth Eppinger (1814-1867), fondatrice della congregazione delle Suore del Santissimo Salvatore.

## Società

### Evoluzione demografica
Abitanti censiti